# Ꚁ (слово ћирилице)
Ꚁ ꚁ (Ꚁ ꚁ; укосо: Ꚁ ꚁ) је слово ћириличног писма. Зове се Дв или Д са преокретом. Ћирилично слово Ꚁ има истурени усправни потез (преокренути), као што је случај код Г са преокретом (Ґ ґ). Преокрет код слова Д се налази у горњем левом углу Д (Д д).
Ꚁ је коришћено у старој ћирилици за абхаски језик, где је представљао лабијализовани звучни алвеоларни стоп /dʷ/.  Одговара диграфу Дә у новој абхаској азбуци.

## Рачунарски кодови
| Знак                      | Ꚁ                           | Ꚁ                           | ꚁ                         | ꚁ                         |
| ------------------------- | --------------------------- | --------------------------- | ------------------------- | ------------------------- |
| Назив у Уникоду           | CYRILLIC CAPITAL LETTER DWE | CYRILLIC CAPITAL LETTER DWE | CYRILLIC SMALL LETTER DWE | CYRILLIC SMALL LETTER DWE |
| Врста кодирања            | децимална                   | хексадецимална              | децимална                 | хексадецимална            |
| Уникод                    | 42624                       | U+A680                      | 42625                     | U+A681                    |
| UTF-8                     | 234 154 128                 | EA 9A 80                    | 234 154 129               | EA 9A 81                  |
| Нумеричка референца знака | &#42624;                    | &#xA680;                    | &#42625;                  | &#xA681;                  |

## Слична слова
• Дә дә : Ћириличко слово Абхаско Дв
• Д д : Ћириличко слово Д
• Ə ә : Ћириличко слово Шв